# Vasa universitet

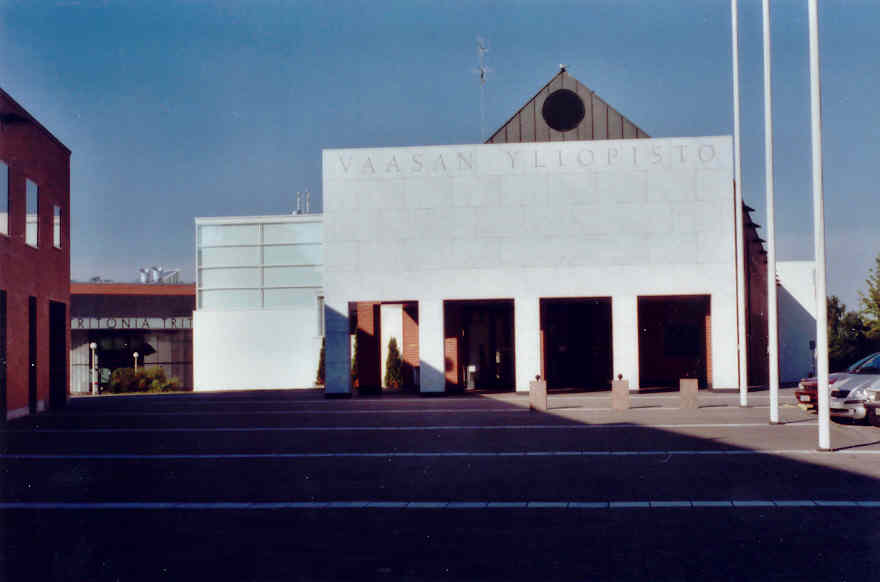
Vasa universitets huvudentré

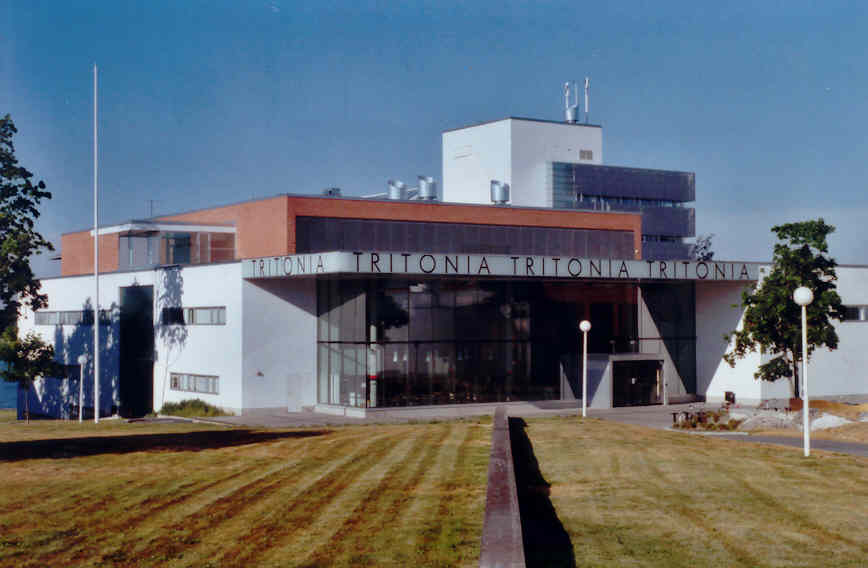
Tritonia heter Vasas vetenskapliga bibliotek.

Vasa universitet (på finska: Vaasan yliopisto) är ett finskspråkigt vetenskapsuniversitet, som har cirka 6 000 studerande och 650 anställda.

## Ämnesområden
Vasa universitet verkar inom områdena ekonomi och affärsverksamhet, kommunikation, energi och produktion samt offentligt ledarskap och god förvaltning.

## Universitetsområdet
De byggnaderna Lotsen, Tjärhovet och Tritonia är design av arkitekterna Käpy och Simo Paavilainen.

## Från handelshögskola till universitet
- 1961 Stiftelsen för Vasa handelshögskola grundas
- 1966 Statsrådet beslutar att Vasa handelshögskola skall få statligt stöd
- 1968 De första 150 studerandena inleder sina studier vid Vasa handelshögskola
- 1980 Den humanistiska utbildningen inleds, namnet ändras till Vasa högskola
- 1983 Den samhällsvetenskapliga utbildningen inleds
- 1988 Utbildningen av industriekonomer inleds
- 1988 Den första promotionen ordnas
- 1990 Utbildningen av diplomingenjörer inleds i samarbete med Tekniska högskolan
- 1991 Vasa högskola blir Vasa universitet
- 1994 Nytt campus på Brändö: Tjärhovet och Lotsen färdigställs
- 1996 Det tekniska forskningscentret Technobothnia färdigställs i bomullsfabrikens före detta väverihall med Vasa universitet, Vasa yrkeshögskola och Svenska yrkeshögskolan (numera Yrkeshögskolan Novia) som upprätthållare.
- 1998 Universitetets andra promotion
- 2001 Vasa vetenskapliga bibliotek Tritonia färdigställs som Vasa universitets, Svenska handelshögskolan i Vasas och Åbo Akademi i Vasas gemensamma bibliotek och lärocenter.
- 2004 Rätt att utexaminera diplomingenjörer beviljas.
- 2006 Universitetets tredje promotion ordnas som doktorspromotion, utexaminerade magistrar har sin egen utexamineringsfest för första gången.
- 2006 Samarbetsvtal mellan universitetet och Konstindustriella högskolan om Västra Finlands designcentrum MUOVA
- 2010 Filosofiska fakulteten grundades
- 2011 Universitetets fjärde promotion
- 2018 Vasa universitet förnyade sitt organisation: Tre fakulteter har ändrats till fyra akademiska enheter: Ledning, Redovisning och ekonomi, Marknadsföring och kommunikation samt Teknologi och innovation. Universitetet lanserade tre forskningsplattformar: Vaasa Energy Business Innovation Centre (VEBIC),  Innovation and Entrepreneurship InnoLab och Digital Economy (Digital Ekonomi).[2][3]
- 2018 Universitetets femte promotion[4]
- 2024 Universitetets sjätte promotion[5]
- 2025 Vasa universitet lanserade en ny forskningsplattform, Preparedness and resilience (PREP).[6]

## Biblioteket Tritonia
Tritonia är ett offentligt vetenskapligt bibliotek i Vasa som är öppet för alla. Tritonia producerar tvåspråkiga biblioteks- och informationstjänster. Internationella studerande betjänas på engelska.
Tritonia bildades genom en sammanslagning av biblioteken vid Vasa universitet, Åbo Akademi i Vasa och Svenska handelshögskolans enhet i Vasa och inledde sin verksamhet 1.8.2001. Namnet Tritonia anknyter till de tre universiteten och havet. Triton var inom den grekiska mytologin havsguden Poseidons son. Från och med 1.1.2010 blev Tritonia ett gemensamt bibliotek för fem olika högskolor, det vill säga för universitetet, Vasa yrkeshögskola, Yrkeshögskolan Novias enheter i Vasa, Hanken i Vasa och Åbo Akademis enheter i Vasa och Jakobstad. I augusti 2019 fattade Hanken beslut om att lösgöra sig från bibliotekssamarbetet med Tritonia redan från början av 2020. Året 2020 var historiskt på Tritonia. Åbo Akademi flyttade sin biblioteksverksamhet till Academill i början av året. Tritonia blev ett gemensamt bibliotek för tre högskolor: Vasa universitet, VAMK och Novia, som har nu ett 10-årigt avtal om vetenskapsbibliotekstjänster. 
Tritonia inkluderar ett tvåspråkigt vetenskapligt bibliotek och ett lärocenter. Den främsta målgruppen består av forskare, lärare och studerande vid de fem högskolorna, men biblioteket är även ett offentligt bibliotek som är öppet för alla som söker kunskap.
Tritonia är en del av Finlands universitetsbiblioteks nätverk. Genom nätverken anskaffar Tritonia material och producerar an del av sin service. Tritonia verkar aktivt i Vasa högskolekonsortium och deltar i det regionala samarbetet med biblioteken i Vasa med omnejd.